# Transilvanism
Transilvanismul (în germană Transilvanismus/Siebenbürgentum, maghiară transzilvanizmus) este o mișcare politică, culturală manifestată în rândul comunității maghiare în principal, dar și în cadrul celor săsești (germane) și românești din zonă, care, subliniează importanța cunoașterii istorice și conviețuirii interetnice din Transilvania sau Ardeal.

## Istoric

### Politic

#### Perioada interbelică
Mișcarea transilvanistă s-a conturat masiv în jurul persoanei lui Károly Kós, născut în Timișoara. Kós a încercat să formuleze un program pentru maghiarii din Transilvania, care după Tratatul de la Trianon nu-și găseau locul în lipsa unei viziuni politice. Faimosul arhitect, care sosise acasă de la Budapesta cu ultimul tren în 1918, a publicat în 1921 la Cluj un manifest sub numele de Kiáltó szó (în română Glasul care strigă) considerat de a fi teza transilvanismului politic. 
Károly Kós scria în 1921 că „putem să ștergem definitiv lacrimile de pe obraji, o poartă s-a închis definitiv”, respectiv „Ungaria veche nu mai există pentru noi, dar Ardeal, Erdély, Siebenbürgen, Transsylvania, sau în orice limbă l-ar numi lumea: a înviat și există, precum a existat și atunci”. Kós afirmă că revizionismul maghiar nu are sens și că doliul național este jalnic. El, în loc de doliu, luptă și dușmănie, propune o soluție pașnică și europeană: colaborare, conviețuire și păstrarea identității cultural-naționale într-un mod prin care nimeni să nu jignească pe celălalt. „Dar știu: trebuie să reîncepem munca cea grea. Trebuie să muncim, dacă dorim să trăim - și noi dorim să trăim, așa că vom munci!” a scris cu un optimism rar văzut în presa maghiară din anii 1920. Kós susținea în Kiáltó szó că nu are nici un sens să fim supărați, să adâncim sau aprofundăm ura și diferențele, ci mai degrabă să muncim pentru "a construi noi bastioane", pentru o nouă identitate: transilvanismul.
Doctrina constructivă de muncă colectivă în folosul comunității maghiare minoritare din România publicată în Kiáltó szó (1921) și acceptată de întreagă comunitate în frunte cu elita (gruparea literară Helikon, politicieni, clerici) a fost în 1937 pentru prima dată pusă sub semnul întrebării. În contextul prinderii de forță a ideologiei fasciste în România, a acțiunilor regelui și antimaghiarismul generalizat din țară, în 1937 episcopul reformat de Cluj, Sándor Makkai⁠(hu)[traduceți] în articolul „Nem lehet⁠(hu)[traduceți]” (română Nu se poate) și-a dat demisia din funcția de episcop și s-a emigrat în Ungaria. Makkai, care a făcut parte de gruparea literară Helikon, nu a mai putut suporta situația internă din România care a dus la recunoașterea situației că „... minoritățile maghiare sunt complet incapabile de viață, chiar dacă se încurajează sau se conving că o fac la ordinul instinctului de viață” și afirmă că „Nu-mi pot imagina vreun fel de aranjament uman al vieții minorităților pentru că consider că <<categoria>> minoritară în sine este nedemnă de o ființă umană și imposibilă spiritual.”. Titlul ales pentru articolul său face aluzie la poezia „Ahogy lehet” (în română Așa cum se poate) lui Sándor Reményik considerat de a fi crezul fidelității față de pământul natal ("Semper fidelis Transilvaniae") în circumstanțe nefavorabile.. Este important de precizat că Sándor Makkai⁠(hu)[traduceți] în articolul său nu a contestat importanța conviețuirii interetnice pașnice din Transilvania, ba în contră trage concluzia că societatea majoritară în construirea statului național român respinge orice ideologie bazată pe specificitatea unei regiuni. Răspunsul la articolul „Nem lehet⁠(hu)[traduceți]” nu s-a întârziat mult, fostul episcop a fost criticat public în ziarele de limba maghiară din România.

### Literatură
Din inițiativa contelui János Kemény Cercul Cultural Helikon și-a ținut prima sa ședință în 1926 în castelul său din Brâncovenești. La acest eveniment de fondare au participat 28 dintre cele mai proeminente personaje literare maghiare din România care au acceptat soarta minoritară și ideologia transilvanismului indiferent de simpatii politice. Întrunirile cercului au fost ținute între 1926-1944 în fiecare vară în Castelul Kemény. La prima reuniune au participat: Lajos Áprily, Miklós Bánffy, Oszkár Bárd⁠(hu)[traduceți], János Bartalis⁠(hu)[traduceți], Mária Berde⁠(hu)[traduceți], Károly Endre⁠(hu)[traduceți], Irén Gulácsy⁠(hu)[traduceți], Domokos Gyallay⁠(hu)[traduceți], Sándor Hunyady⁠(hu)[traduceți], Sándor Kacsó, Kádár Imre⁠(hu)[traduceți], János Kemény, Károly Kós, Dezső Kovács, Aladár Kuncz⁠(fr)[traduceți], Ernő Ligeti⁠(hu)[traduceți], Sándor Makkai⁠(hu)[traduceți], Károly Molter⁠(en)[traduceți], Dániel Nagy⁠(hu)[traduceți], József Nyirő, Lajos Olosz⁠(hu)[traduceți], Sándor Reményik⁠(en)[traduceți], Domokos Sipos, Mária Szabó⁠(hu)[traduceți], Jenő Szentimrei⁠(hu)[traduceți], István Szombati Szabó⁠(hu)[traduceți], Géza Tabéry, Áron Tamási, László Tompa. Între 1928-1944 sub redactarea contelui Miklós Bánffy a apărut revista literară Erdélyi Helikon⁠(hu)[traduceți].

### Arhitectură
În cadrul curentului Secesiunea vieneză s-a manifestat la începutul secolului al XX-lea un nucleu care susținea reîntoarcerea la valorile arhitecturii populare. Arhitectul Károly Kós încă din timpul studiilor a manifestat un puternic interes pentru arhitectura tradițională țărănească din Ardeal. În acest scop a întreprins diverse călătorii în Ținutul Secuiesc, Țara Călatei și în jurul localității Rimetea. Din această inspirație s-a născut stilul specific a lui Kós, care își regăsesc în aproape toate proiectele sale realizate și devin bazele unei adevărate școli de arhitectură. Încercări de reîntoarcere la valorile arhitecturii populare ardelenești se mai găsesc și la alți arhitecți, cum ar fi Béla Jánszky⁠(hu)[traduceți], Dénes Györgyi⁠(hu)[traduceți], Dezső Zrumenczky⁠(hu)[traduceți] sau Ede Thoroczkai Wigand⁠(hu)[traduceți]. Arhitectul de origine budapesteană Ede Thoroczkai Wigand⁠(hu)[traduceți] s-a mutat în anul 1907 la Târgu Mureș pentru a studia arhitectura populară specifică satelor ardelenești. În această perioadă a contribuit la realizarea a șapte clădiri din orașul Târgu Mureș, între care se numără Palatul Culturii din Târgu Mureș. De numele său se leagă opt compoziții în vitralii cu scene inspirate din folclorul secuiesc așezate în ferestre, respectiv proiectarea mobilei din palat.

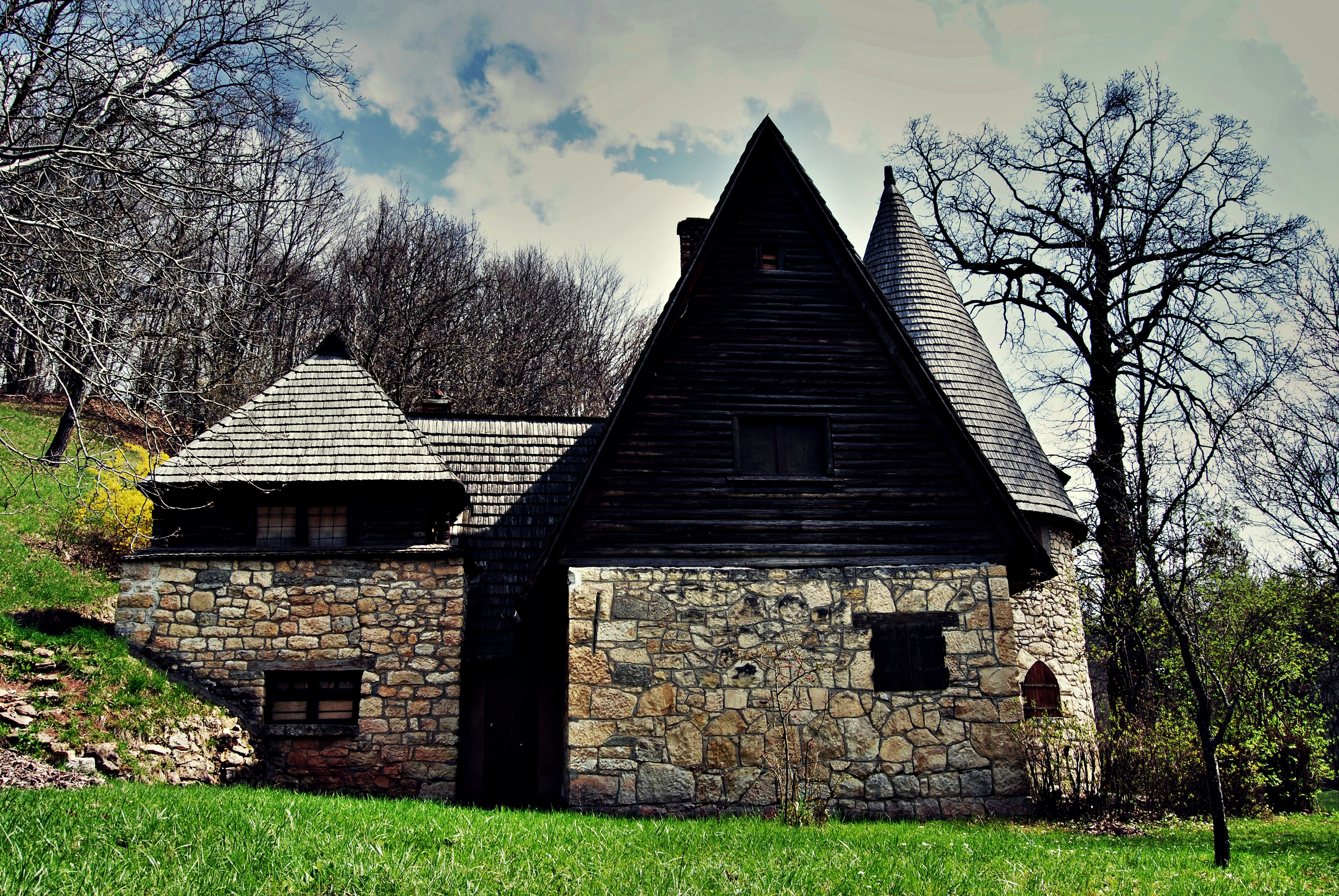
Varjúvár, Stana (Károly Kós)
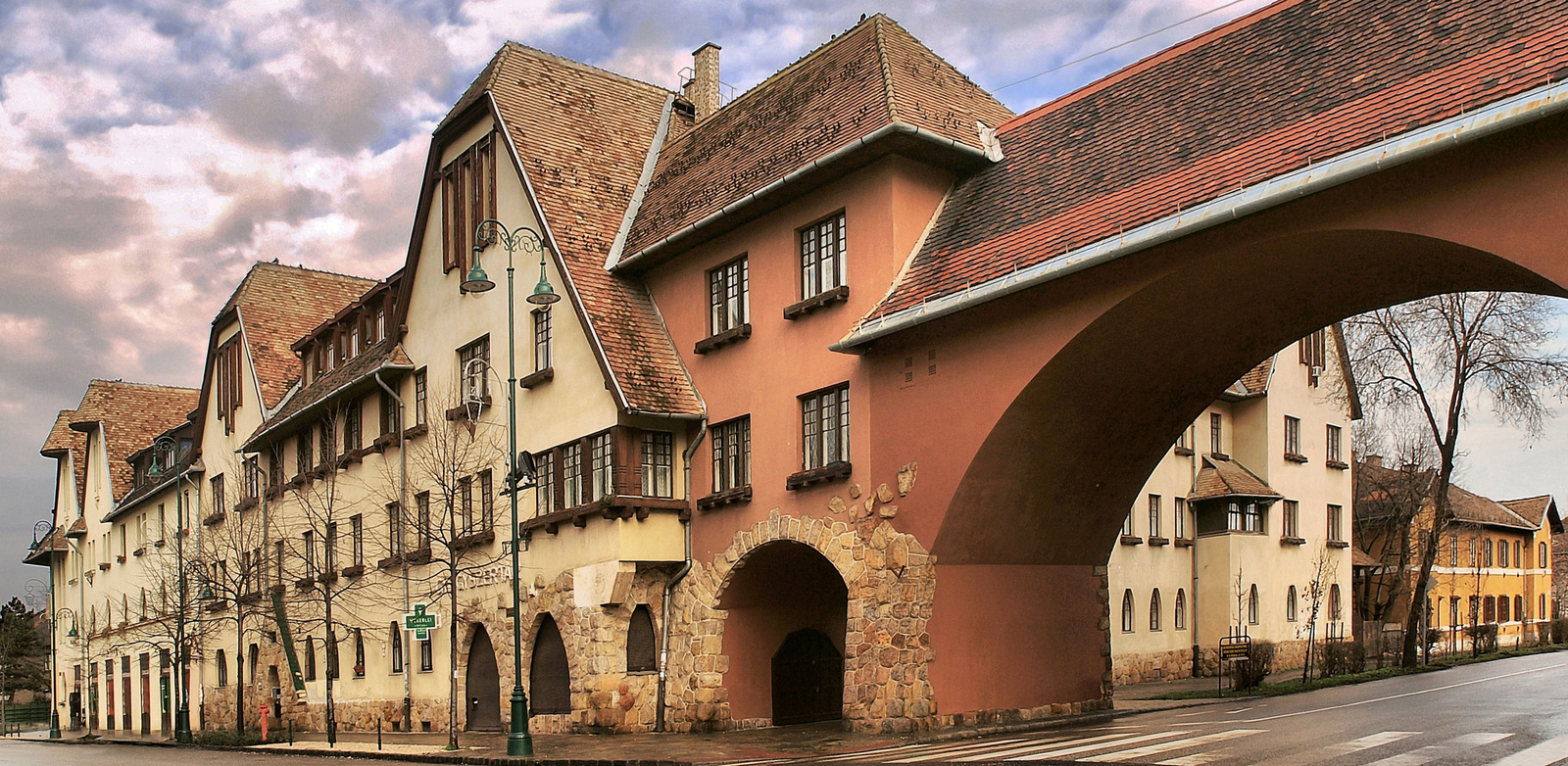
Cartierul Wekerle, Budapesta (Károly Kós)
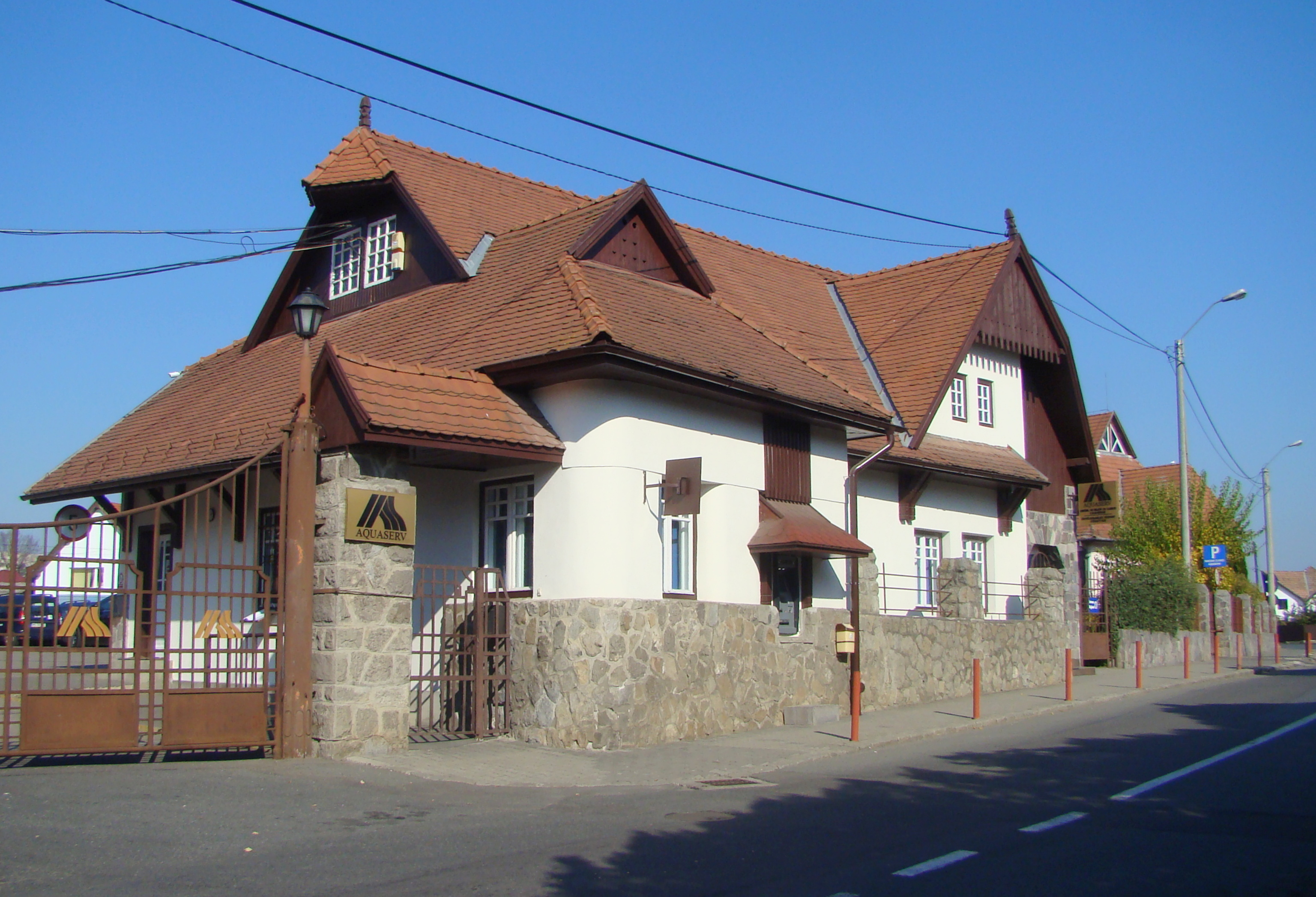
Clădirea uzinelor comunale, Târgu Mureș (Károly Kós)
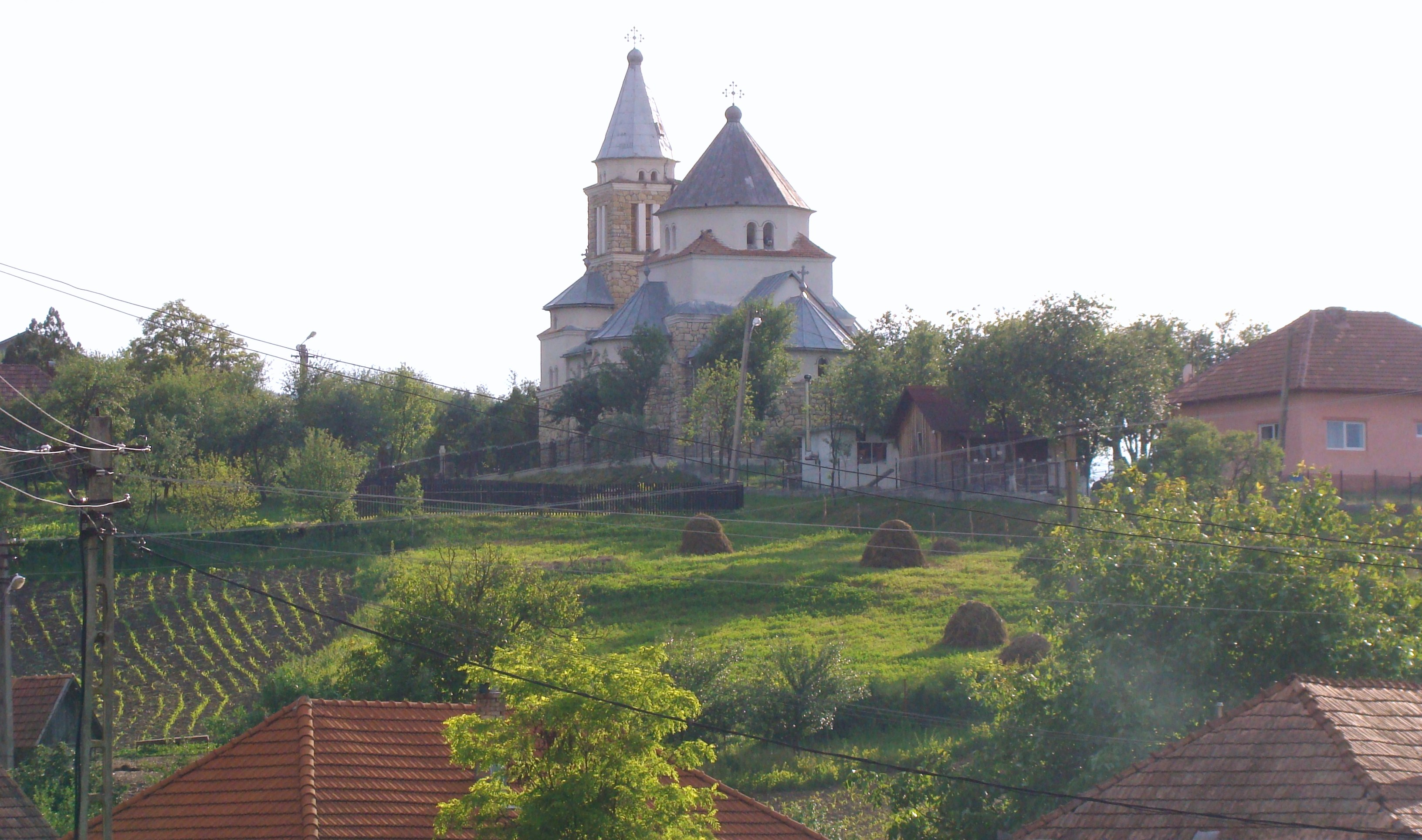
Biserica Greco-Catolică din Feiurdeni (Károly Kós)
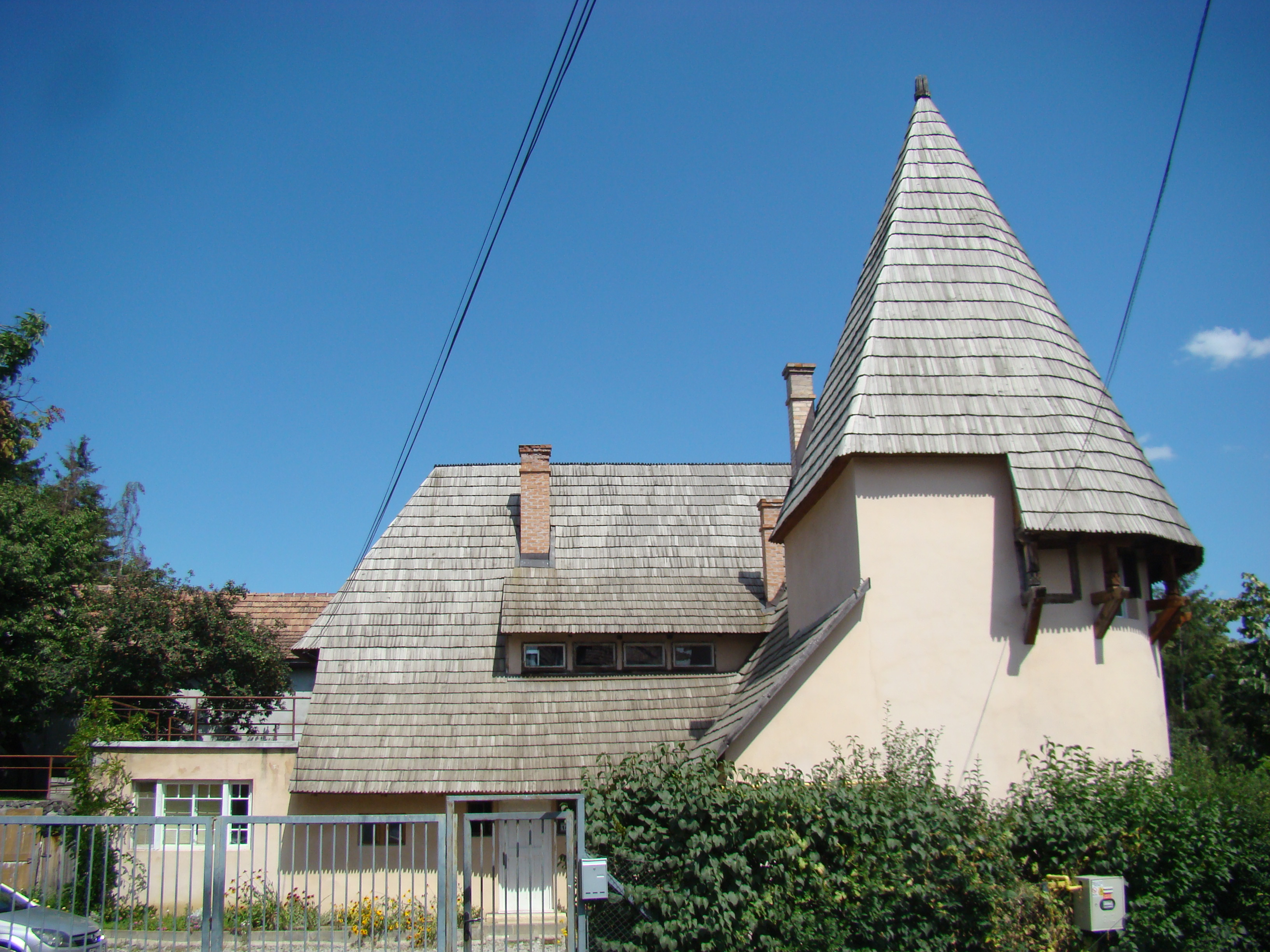
Casă din Cluj, al cărei proiect a fost realizat de arhitectul Károly Kós în anul 1900
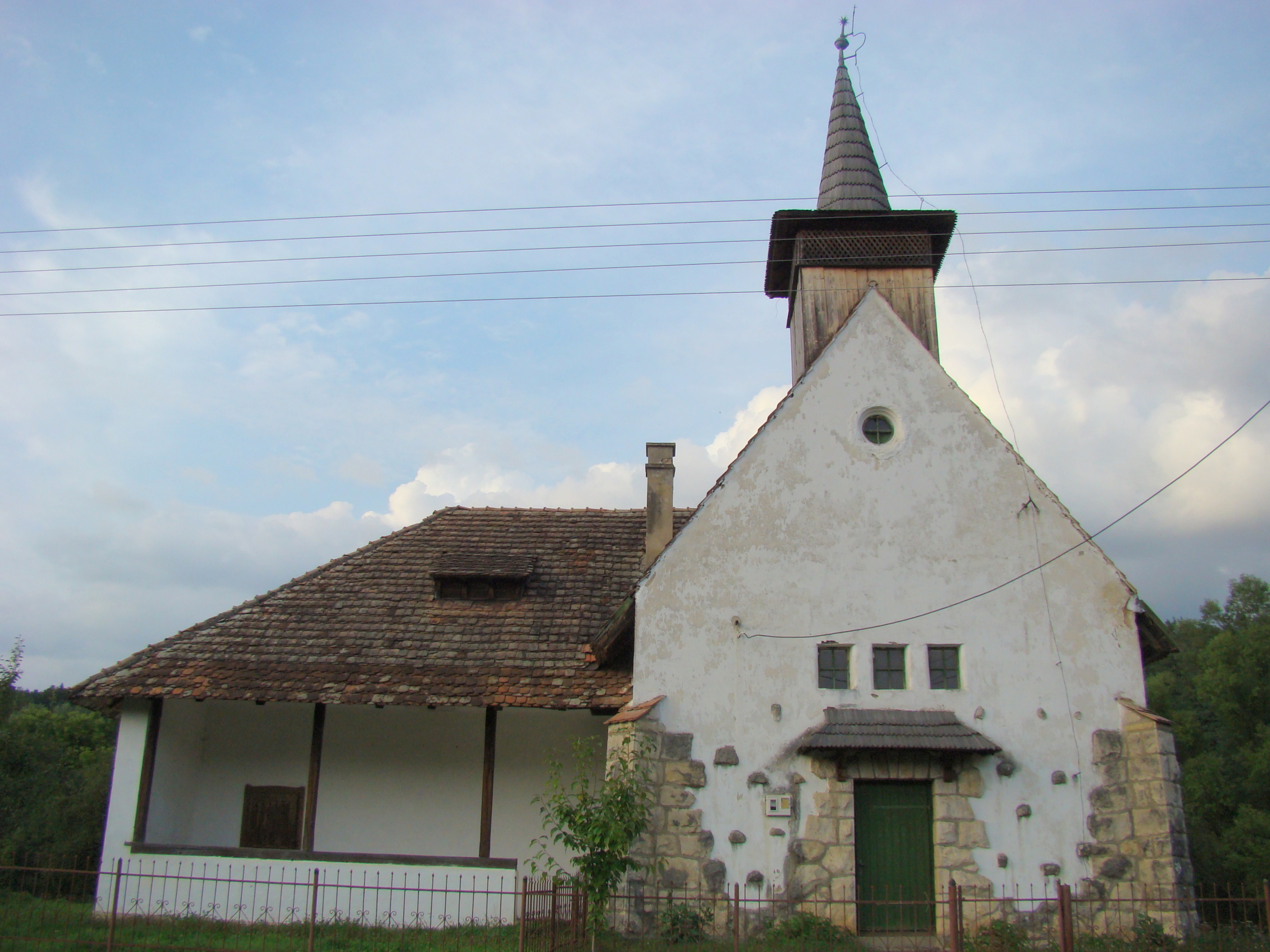
Biserica reformată din satul Băbiu, județul Sălaj
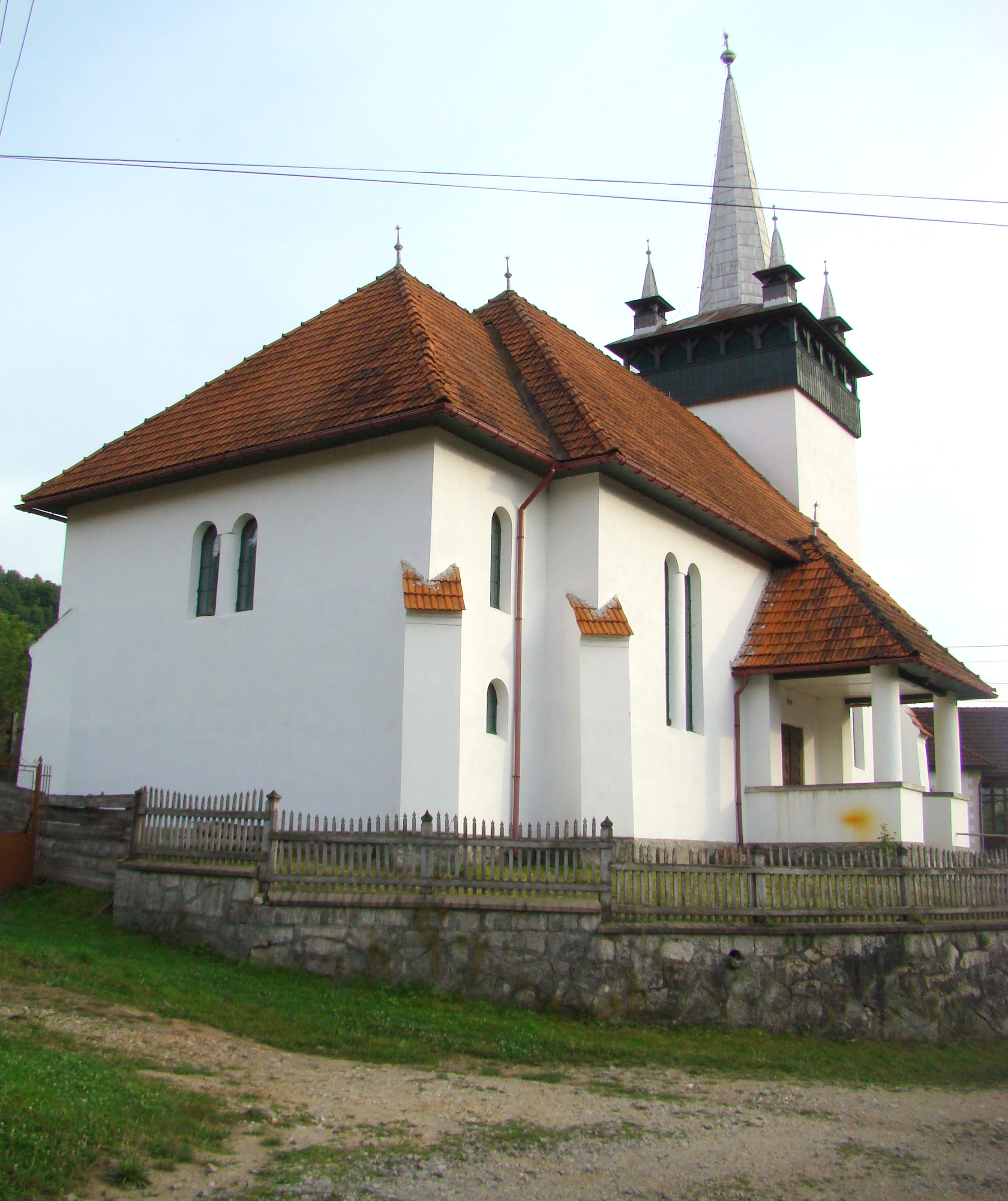
Biserica reformată din satul Tetișu, județul Sălaj
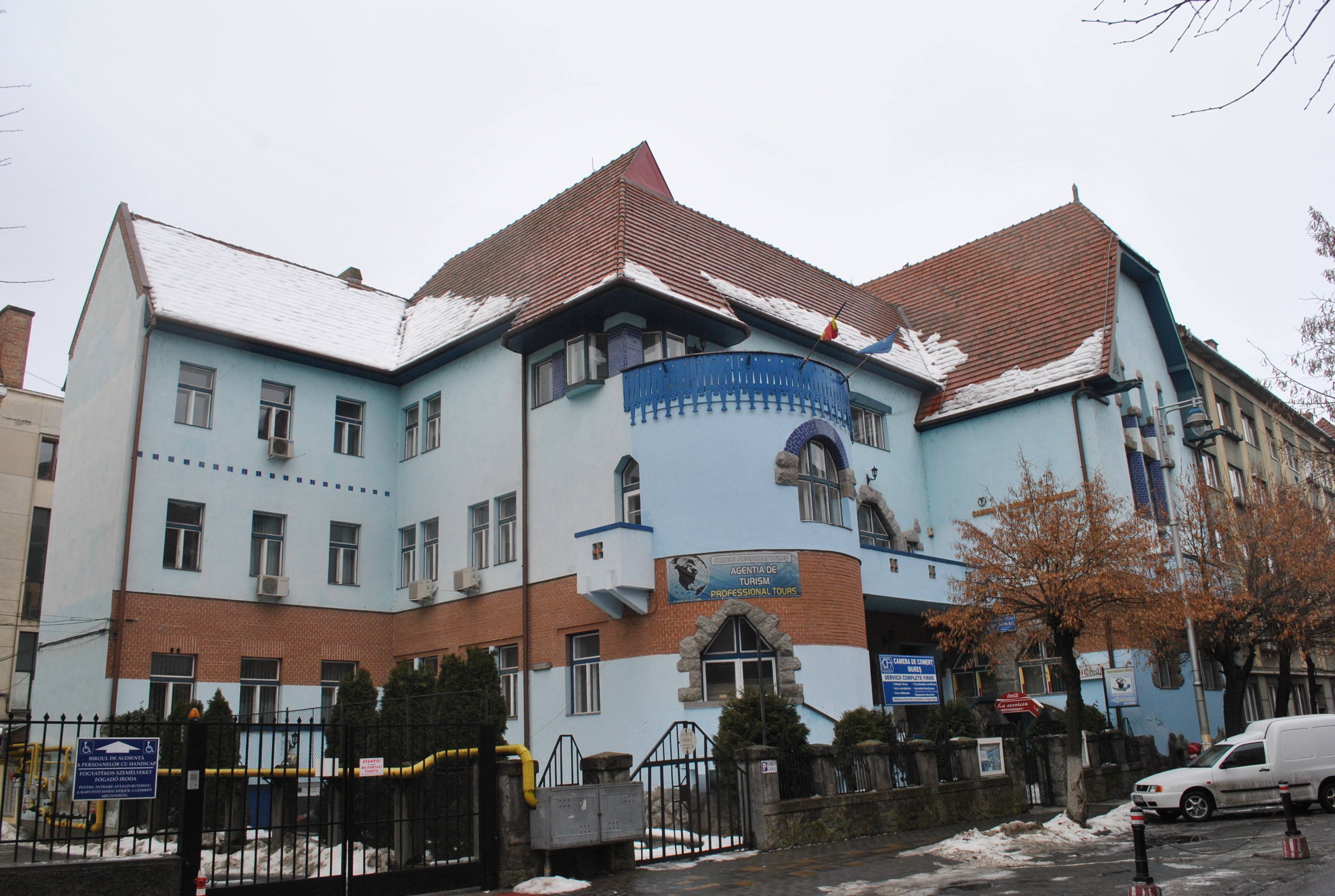
Camera de Comerț, Târgu Mureș (Ede Thoroczkai Wigand și Sándor Radó)
Vitraliul "Sátoros Palota", Târgu Mureș (Ede Thoroczkai Wigand și Miksa Róth)
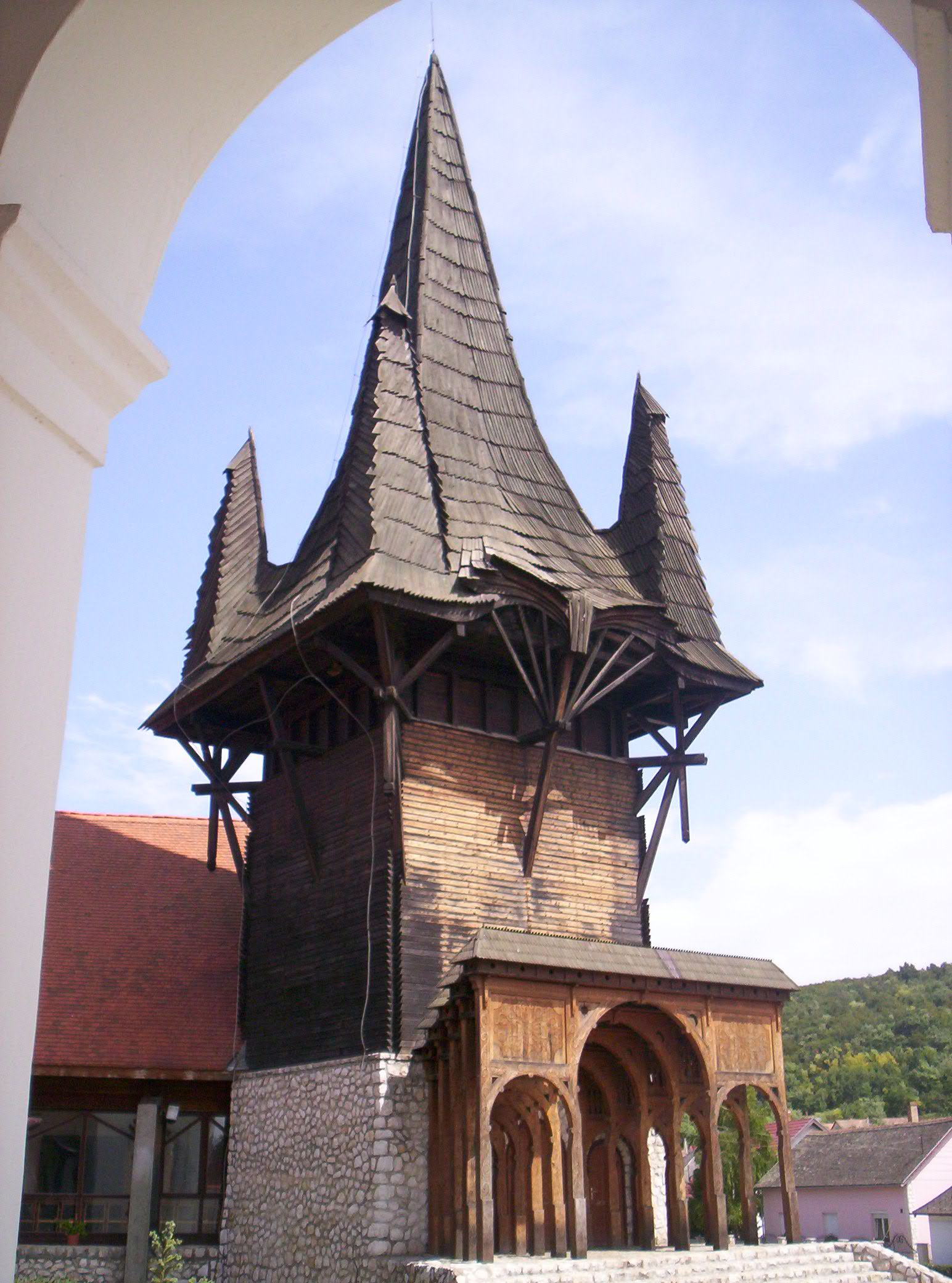
Casă de cultură, Kakasd (Imre Makovecz)
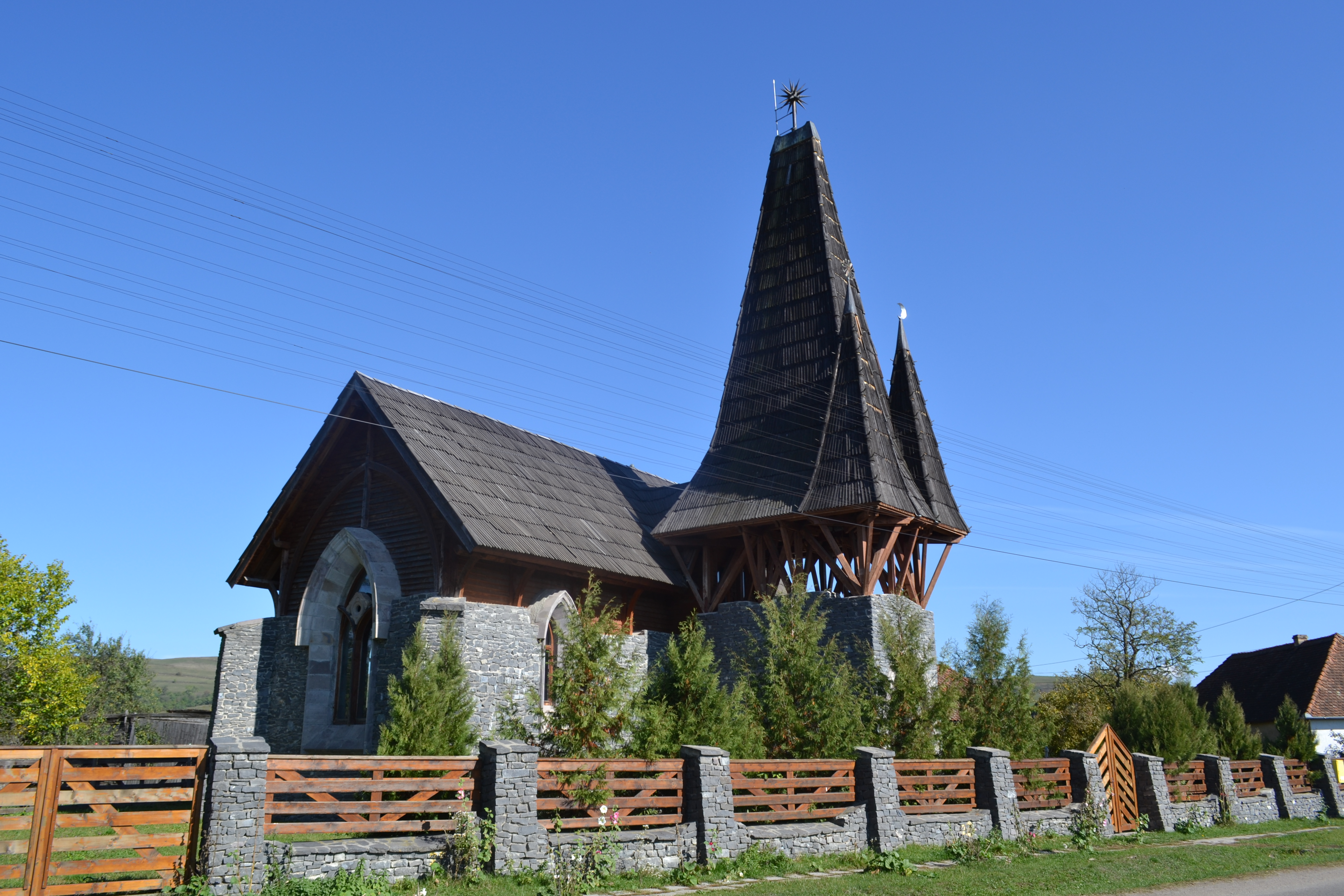
Biserica reformată, Vârghiș (Imre Makovecz)